# Gavia fortis
Gavia fortis Olson & Rasmussen, 2001 è una specie di uccello preistorico, appartenente alla famiglia Gaviidae, che è stata ritrovata esclusivamente in Carolina del Nord.